# وقت ماجراجویی: سرزمین‌های دوردست
وقت ماجراجویی: سرزمین‌های دوردست بعد از اتمام سریال کارتونی وقت ماجراجویی در سال ۲۰۱۸ دوباره در سال ۲۰۲۰ در یک فصل و چهار قسمت ساخته می‌شود و از کانال اچ بی او پخش می‌شود. این مجموعه به‌طور کلی ماجراهای فین (پسری انسان) و بهترین دوست و برادر خوانده او جیک را دنبال می‌کند، سگی با قدرت جادویی که می‌تواند به هر شکل و اندازه ای تغییر شکل بدهد. فین و جیک در سرزمین اوو پس از آخرالزمان زندگی می‌کنند، جایی که آنها با شخصیت‌های اصلی دیگر سریال، از جمله پرنسس بابل گام، مارسین ملکه خون‌آشامها و بیمو ارتباط برقرار می‌کنند.

## صداپیشه‌ها
صداپیشه‌های این مجموعه شامل هنرمندان زیر است:
- جرمی شادا در نقش فین آدمیزاد[۲]
- جان دیماجیو در نقش جیک سگ
- اولیویا اولسون در نقش مارسلین ملکه خون‌آشام‌ها
- هیندن والچ در نقش پرنسس بابلگام
- نیکی یانگ در نقش بیمو
- استیو لیتل در نقش پیشخدمت باتلر

## شخصیت‌ها
وای پنج_ با گویندگی گلوری کاردا وای پنج (به انگلیسی: Y5) یک خرگوش انسان‌شناس و دانشمند است که در قسمت "BMO" حضور داشته‌است و ۱۳ سال سن دارد. او در ایستگاه فضایی دریفت زندگی می‌کند. اسم واقعی او وای چهار بود اما او اسمش را به وای پنج تغییر داد. وای پنج با تشویق بیمو معاون خصوصی او می‌شود. وای پنج با مدیریت انتظارات والدینش (با صدای تام کنی و میشل وانگ) دسته و پنجه نرم می‌کند و خود را مجبور می‌کند برای نجات دریفت در حالی که هویت شخصی خود را کشف می‌کند، از آنها سرپیچی کند. وای پنج در قسمت "BMO" با کمک ربات تیترولر، به شهروندان دریفت کمک می‌کند تا هوگو را شکست دهند و پس از برکناری رئیس ارشد آنها، او شکل جدیدی از سازمان اجتماعی را بر اساس همکاری پیشنهاد می‌دهد که به‌طور ایده‌آل به دریفت رونق می‌بخشد. یکی از اعضای گروه نمایش، دستیار تولید دیجیتال آریا کلمنز، در توییتر اظهار داشت که گروه سازنده امیدوارند که "داستان Y5 با بینندگان طنین انداز شود و آنها را به خود واقعی خود القا کند.
آقای م_ با گویندگی استیون روت آقای م (به انگلیسی: Mr.M) با حضور در قسمت "BMO"، فردی مرموز و مشکوک است که به بیمو اهمیتی نمی‌دهد. این شخصیت در نهایت به وای پنج، بیمو و دیگران کمک می‌کند تا با قانون هوگو مخالفت کنند.
هوگو_ با گویندگی رندل پارک: هوگو (به انگلیسی: Hogo) یک مخترع و رهبر ایستگاه فضایی دریفت است. او به بیمو این وظیفه را می‌دهد که کریستالی که وسیله Utopia Pod را تکمیل می‌کند به دست بیاورد. بعداً مشخص شد که این وسیله ای است که به وی اجازه می‌دهد دریفت را ترک کند و هوگو این دستگاه را با بهره‌برداری از منابع موجود در ایستگاه فضایی ایجاد کرده‌است. سپس مشخص شد که هوگو روزگاری انسانی بود که قبل از رسیدن به دریفت، دی ان ای خود را با مواد ژنتیکی بیگانگان «بیو هک» می‌کرد. هنگامی که هوگو سعی می‌کند Unity Pod خود را تقویت کند، ساکنان دریفت برای خنثی کردن نقشه او، او را به فضا پرتاب می‌کنند. بعداً ضمن ابراز تاسف از تنهایی خود، ربات کارگر کوچک زیتون به هوگو پیوست.
کگو_ با گویندگی سیمون گیرتز کگو (به انگلیسی: GGO) یک روبات است که توسط مو ساخته شده‌است. کگو همراه با هوگو برای فرار از جنگی که در زمین بود به دریفت آمدند. کگو لو داد که هوگو فناوری بومیان را می‌دزدیده‌است. آدام موتو گیرتز به عنوان بازیگر صداپیشگی این شخصیت انتخاب شد زیرا وی طرفدار فیلم‌های وی بود. به همین ترتیب، او یکی از طرفداران این برنامه بود و مدتها بود که تمایل به صداگذاری در این برنامه را داشت.

## قسمت اول: BMO
۲۵ ژوئن سال ۲۰۲۰، بیمو در حال سفر به فضا است و مأموریت دارد تا مریخ را شکل دهد و با کره چشم کوچکی مانند روباتی روبرو شود که بیمو او را زیتون می‌نامد. این ربات مرموز ناگهان کشتی بیمو را به یک قسمت دوردست از فضا منتقل می‌کند، که شامل یک ایستگاه فضایی بیمار به نام دریفت است. بیمو با یک دختر خرگوش جوان به نام وای پنج (با صدای گلوری کاردا) روبرو می‌شود. وای پنج قصد دارد بیمو را بگیرد و او را به قطعاتی بفروشد تا والدین مخالف او را تحت تأثیر قرار دهد (با صدای تام کنی و میشل وونگ). هوگو (با صدای راندال پارک)، رهبر دریفت، نمی‌تواند هیچ چیز مفیدی از بیمو پیدا کند، اما به یک کریستال از یکی از جنگل‌ها در دریفت نیاز دارد تا کشتی ای را تأمین کند که به ساکنان دریفت اجازه می‌دهد از ایستگاه فرار کنند. بیمو وقتی می‌فهمد که برنامه وای پنج چیست و خودش وارد جنگل می‌شود و آسیب می‌بیند. با این حال، بیمو توسط دستیار آقای هوگو، یعنی آقای م (با صدای استیون روت) مورد خیانت قرار می‌گیرد و می‌رود تا در جنگل بمیرد. وای پنج با کمک روباتی به نام کگو (با صدای سیمون گیرتز) بر عدم رضایت والدینش غلبه کرده و بیمو را نجات می‌دهد. کگو فاش می‌کند که هوگو برای فرار از جنگ از زمین آمده و پس از رسیدن به دریفت، فناوری بومیان را برای خود سرقت کرده‌است. او قصد ندارد پیروان خود را با خود همراه کند. وای پنج و بیمو برای جلوگیری از هوگو عجله می‌کنند. هوگو بیرون است، اما با کشتی خود فرار می‌کند. به پیشنهاد بیمو، همه با هم کار می‌کنند تا تمام توان صرفه جویی در دریفت را از بین ببرند. والدین وای پنج از اینکه به حرف‌های او گوش نکرده‌اند عذرخواهی می‌کنند زیرا بومیان دریفت تصمیم می‌گیرند با هم شهر را از نو بسازند. در حالی که هوگو از تنهایی خود ابراز تاسف می‌کند، مشخص می‌شود که اولیو نیز به او پیوسته‌است. بیمو یک خوک فضایی را می‌گیرد و با پرواز به فضا، جایی که روی زمین است، پرواز می‌کند. بیمو در نزدیکی خانه درختی سقوط می‌کند و یک فین و جیک بسیار جوان را می‌بیند و قسمت به پایان می‌رسد.

## قسمت دوم: Obsidian
پرنسس بابلگام و مارسلین ملکه خون اشام سال ها پیش سرزمین شیشه ای را از دست اژدهایی نجات میدهند اما در تی انجام این ماموریت مشکل هایی بین دوستی مارسلین و بابلگام پیش می اید و باعث دور شدن انها از هم میشود.اما حال سالها از ان روز گذشته و دو دوست دوباره باهم هستند تا اینکه در سرزمین شیشه ای شخصیتی به نام پسر شیشه ای اتفاقی باعث میشود اژدها ازاد شود و تنها کسی که میتواند جلوی اژدها را بگیرد مارسلین است .پسر شیشه ای به دنبال مارسلین میرود و موفق میشود انها را راضی کند که به سرزمین شیشه ای بیایند.انها موفق به رفتن به سرزمین شیشه ای میشوند اما مارسلین متوجه میشود اهنگ قبلی اش که اژدها را شکست داد دیگر اثر ندارد پس او تصمیم به ساخت اهنگی خشمگین تر میشود .او اول به محل زندگی کودکی خود میرود که در ان زمان با مادر ناتنی خود زندگی میکرد.او خاطراتی را مرور میکند از زمانی که مادر ناتنی او مریض میشود و مارسلین را ترک میکند تا زمانی که مارسلین قدرت خون اشامی خود را پیدا میکند در نهایت او به سرزمین شیشه ای برمیگردد و با کمک بابلگام و پسر شیشه ای با اژدها مبارزه میکنند اما از او شکست میخورند و با او در غاری روبرو میشوند .اهالی سرزمین شیشه ای تصمیم میگیرند دستگاه بمب مغناطیسی بابلگام را روشن کنند و این مار باعث انفجار غار میشود .در نهایت مارسلین اهنگی را کنار بابلگام میخوانند و این اهنگ باعث تاثییر گذاشتن روی اژدها میشود و اژدها یاد کودکی خود که خانواده خود را از دست داد میفتد و ناگهان زخم او ترک برمیدارد و تبدیل به پروانه ای کوچک میشود.مارسلین و دوستانش به بیرون غار میروند و ناگهان مشخص میشود تمام اهالی شهر شیشه ای ترک خورده اند و تنها پسر شیشه ای نبود که به خاطر ترک اش مورد تمسخر قرار میگرفت.در نهایت فین میانسال و نوه جوان جیک از راه میرسند و جشن میگیرند و قسمت به پایان میرسد. این قسمت ۱۹ دسامبر سال ۲۰۲۰ میاد

## قسمت سوم: Together Again
قسمت چهارم Together Again نام دارد که فین و جیک را دوباره دور هم جمع میکند تا پیوند برادرانه خود را دوباره به دست آورند و در مهمترین ماجراجویی زندگی خود شرکت کنند.

## قسمت چهارم: Wizard City
قسمت چهارم که  Wizard City نام دارد که داستان پیرمینت باتلر را دنبال میکند از ابتدا با یکی از بی تجربگی های خود در زمان حضور به عنوان دانش آموز در زمان مدرسه جادوگری مواجه خواهد شد.زمانی که حوادث اسرار آمیزی در دانشگاه باعث به وجود آمدن شک و تردید در او میشود،چپ و گذشته شلوغ او آیا میتواند به موقع بر هنرهای عرفانی کنترل  پیدا و بی گناهی  خود را دوباره نشان دهد.